# Carl Zeller

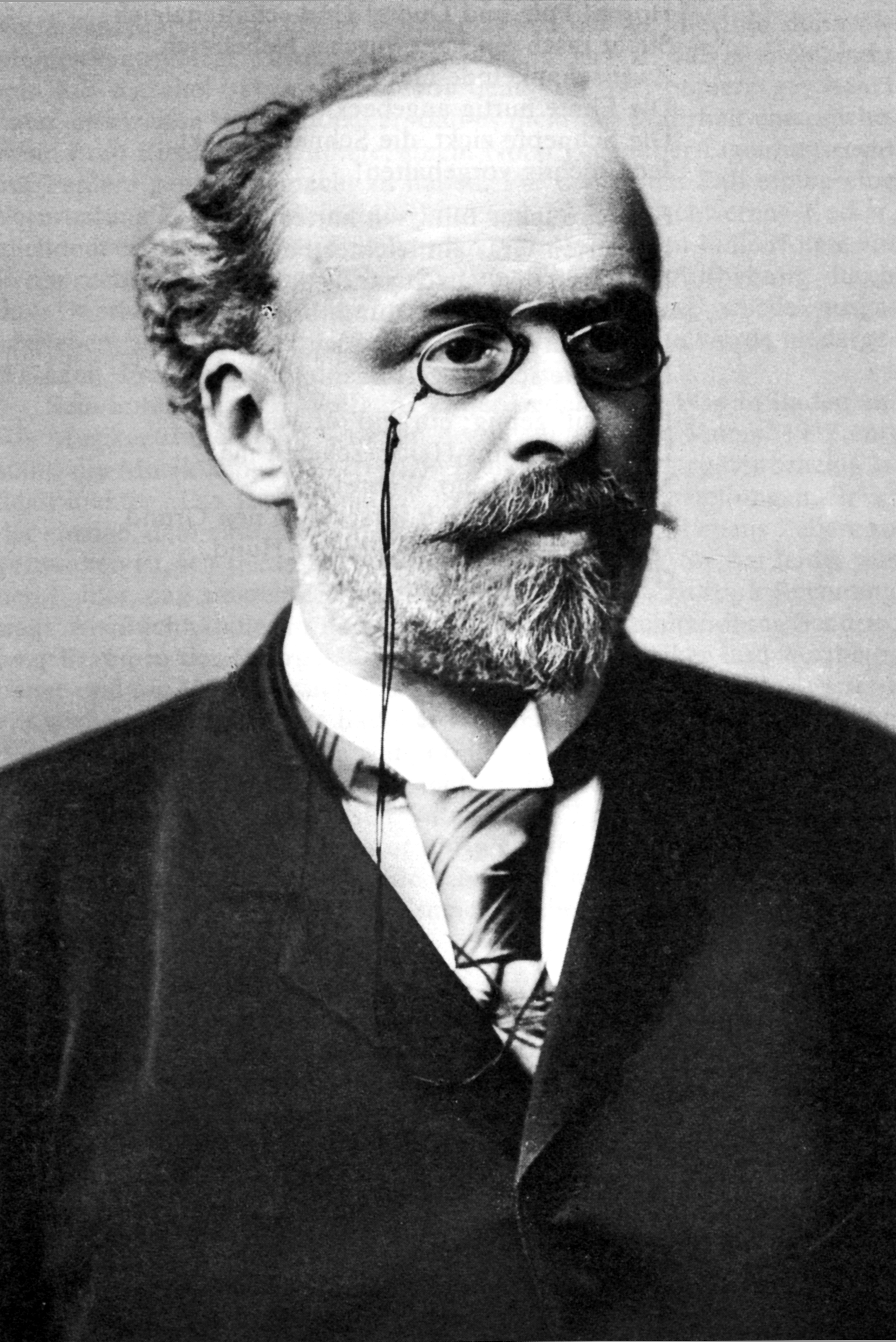
Carl Zeller
(1842-1898)

Carl Zeller (Carl Adam Johann Zeller) (n. 19 iunie 1842 – d. 17 august 1898), a fost un jurist și compozitor austriac.

## Biografie
Compozitorul Carl Zeller s-a născut la 19 iulie 1842 la St. Peter in der Au (Districtul Amstetten), Austria Inferioară, având contact cu muzica din copilărie, făcând la unsprezece ani parte din corul capelei imperiale (Wiener Sängerknaben) din Viena. Tatăl său care era medic, l-a îndrumat către studiile juridice, ajungând prin aceasta după terminarea studiului să ocupe un post de director al artelor frumoase în Ministerul Educației. În paralel studiază muzica cu celebrul organist Simon Sechter, prezentând calități muzicale deosebite în câteva lucrări mai mici.
Carl Zeller a compus de-a lungul vieții doar pe lângă munca sa profesională de jurist, dar opera sa muzicală este la nivelul celor trei mari maeștri ai operetei clasice vieneze, Carl Millöcker, Franz von Suppè și Johann Strauss. 
Prima sa piesă, opera comică Joconda (1876, Viena), a lucrat-o împreună cu indispensabilul său libretist Moritz West. În anii 1880, Zeller a trecut total la operetă și a găsit imediat acceptarea lucrărilor sale în mediul napolitan și cerchezian: Die Carbonari (1880, Viena) și Der Vagabund (1886, Viena).
Primul său mare succes îl are însă abia în anul 1891 cu opereta Vânzătorul de păsări, în care muzicianul aduce noi elemente tematice în melodie, elemente care își au originea în folclorul austriac și anume în cântecul tirolez. Trei ani mai târziu, va fi prezentată noua sa operetă, Șeful miner (Der Obersteiger), care va fi ultima sa lucrare pentru scenă. 
Muzica lui Zeller se caracterizează printr-o sonoritate amplă, ușor accesibilă și bine orchestrată. Cu toate acestea, în timp a rezistat doar opereta Vânzătorul de păsări care și astăzi atrage prin farmecul muzicii care l-a consacrat pe Carl Zeller.
După ce a suferit un eșec în urma unui proces în care fusese acuzat, Zeller moare de paralizie.
A fost căsătorit cu Anna Maria Schwetz, fiica unui maistru croitor din Viena, cu care a avut doi băieți.

## Lucrări
- 1868 Szenen vom kölnischen Narrenfest (Liederspiel), premiera la 28 noiembrie 1868 în Sophiensaal în Viena
- 1869 Die Thomasnacht (Liederspiel), premiera la 27 noiembrie 1869 în Sophiensaal în Viena
- 1876 Joconda (Joconde) – operă comică, premiera la 18 martie 1876 în Theater an der Wien
- 1879 Die Fornarina (operă comică), premiera la 18 octombrie 1879 în Gärtnerplatztheater în München
- 1880 Die Carbonari – operetă, premiera la 27 noiembrie 1880 în Carltheater în Viena
- 1886 Der Vagabund (operetă), premiera la 30. octombrie 1886 în Carltheater în Viena
- 1891 Vânzătorul de păsări (Der Vogelhändler) – operetă, premiera la 10 ianuarie 1891 în Theater an der Wien
- 1894 Șeful miner (Der Obersteiger) – operetă,premiera la 5 ianuarie 1894 în Theater an der Wien
- Der Kellermeister (operetă terminată ulterior de Johann Brandl), premiera la 21 decembrie 1901 im Raimundtheater in Wien[2]
- Die Rosl vom Wörthersee (operetă terminată ulterior de fiul său Carl Wolfgang Zeller), 1943/44[2]